# Michael Gregaard
Michael Gregaard (født 30. november 1948 i København) er en dansk forfatter og bibliotekar. Han er søn af teaterchef Peer Gregaard (1913-1998) og hustru Ulla, f. Hodell (1925-2009).
Bibliotekar ved Københavns Universitetsbibliotek 1975-89, derefter ved Det Kongelige Bibliotek indtil 2011.
I 1984 udgav Husets Forlag Michael Gregaards første skønlitterære bog Morgenens univers, der er en lille symbolfyldt fortælling, som også blev læst op i Danmarks Radio. Herefter fulgte på samme forlag billedromanen Drøm med åbne øjne (1988), som skildrer et surrealistisk univers. I bogen optræder Tarzan, Hamlet, Madonna, samt en række andre både fiktive og virkelige aktører. Bogens hovedperson drømmer, mens han ser – drømmer med åbne øjne.
Efter nogle års pause udkom leporellobogen Hvilken natur; eller: Nogle sider af skabelsen (1996). Bogen lader sig folde ud til en 2,5 meter lang fortælling om et fosters udvikling. Med leporellobogen brydes den sluttede cirkel, som hans tidligere bøger er komponeret over, og erstattes af en uafsluttet spiral. Og spiralen bliver en central omdrejningsfigur i hans fortsatte forfatterskab.
I 2000 udkom billeddigtbogen Nattens salt, hvor bogens gennemgående motiv er spiralens konkrete og symbolske betydning. Bogen fulgtes i 2002 op af en stor antologi Spiralnætter – omkring Michael Gregaards billeddigtkreds Nattens salt – Spiral Nights , hvori 35 skandinaviske lyrikere, naturforskere og humanister – udvalgt af Michael Gregaard – skrev tekster til Gregaards billeddigte. Antologiens tema er at vise sammenhænge mellem naturvidenskab og kunst. I 2017 udkom en prosabog Stjernejæger på Det Poetiske Bureaus Forlag. Bogen skildrer en gymnasielærers liv og nætter i en dansk provinsby med lige dele fascination af stjernerne på himlen og filmlærredet. I 2023 udkom Gadens kalligrafi på Forlaget Laanshøj. En anden bog fra 2023 er Myggens stikord og hundrede violinspillere. Prosa, billed-og lyddigte udgivet af Forlaget Em.